# John Chu

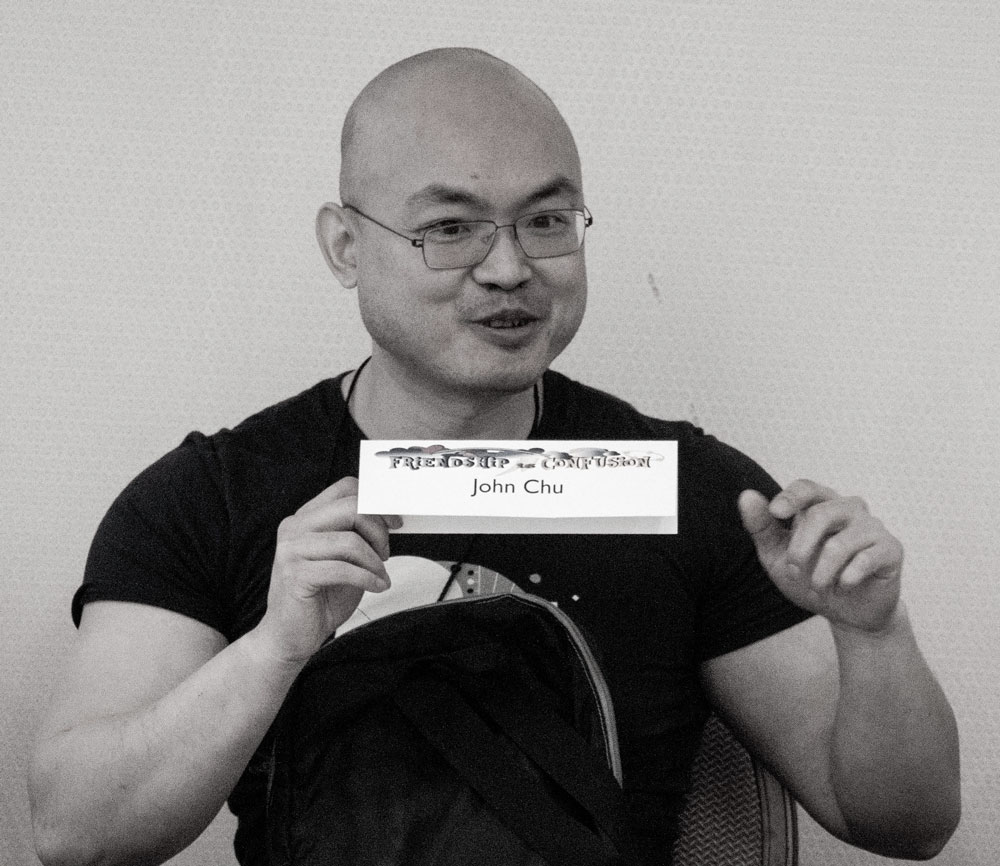
John Chu im Jahr 2017

John Chu (chinesisch 朱中宜) ist ein amerikanischer Microprozessor-Architekt, Science-Fiction-Schriftsteller und Übersetzer.

## Leben und Werk
Chu fing mit sechs Jahren an Englisch zu lernen. Als Kind war er ein unersättlicher Leser. Die Werke von Ted Chiang inspirierten ihn Science Fiction zu schreiben. Im Jahr 2010 nahm er am Clarion Science Fiction Writers’ Workshop teil.
Im Jahr 2014 wurde Chus Kurzgeschichte The Water That Falls on You from Nowhere mit dem Hugo Award für die beste Kurzgeschichte ausgezeichnet. Chu liest für Podcasts und übersetzt Romane und Erzählungen vom Chinesischen ins Englische. Den Locus Award und den Nebula Award erhielt 2023 seine Erzählung If You Find Yourself Speaking to God, Address God with the Informal You.